# Axel Reingaard
Axel August Reingaard (19. oktober 1876 i København-12. januar 1958[kilde mangler]) var en dansk tilskærer, teaterinspektør og idrætspioner medlem af Københavns FF.
Reingaard og hans fætter Theodor Reingaard var medstifter af Københavns Fodsports-Forening (senere Københavns Idræts Forening) på Alfred Benses ungkarleværelse på Blegdamsvej 128, da tolv unge løbs- og gangsportsentusiaster 24. oktober 1892 stiftende den første atletikforening i Danmark.